# Vergangenheitsverlag
Der Vergangenheitsverlag ist ein deutscher Publikumsverlag, der 2008 von Alexander Schug gegründet wurde und historische Sachliteratur mit dem Ziel der unterhaltsamen Bildung und einer offenen demokratischen und aufgeklärten Geschichtskultur veröffentlicht.
Zu den Autoren des Verlags zählen Johannes J. Arens, Markus Bötefür, Horst Bosetzky, Manfred K. H. Eggert, Wolfgang Eckert, Wolfgang Gründinger, Wolfgang Hardtwig, Gangolf Hübinger, Erich Knauf, Dirk van Laak, Rengha Rodewill, Ernst Reuß, Patrick Rössler und Melanie Wald-Fuhrmann.

## Programm (Auswahl)
- Stephan Felsberg, Tim Köhler und Uwe Rada: Eine unmögliche Universität. 30 Prüfungen, die die Europa-Universität Viadrina bestehen musste. Berlin 2022, ISBN 978-3-86408-291-7.
- Martin Salomonski: Zwei im andern Land. Berlin 2021, ISBN 978-3-86408-264-1.
- Alexander Kulpok: SFB. Mon amour. Die Geschichte des Senders Freies Berlin 1954–2003. Berlin 2020, ISBN 978-3-86408-245-0.
- Alexander Fromm: Acid ist fertig! Eine kleine Kulturgeschichte des LSD. Berlin 2016, ISBN 978-3-86408-214-6.
- Horst Bosetzky: -ky's Literarische Trostpflaster. Geschichten für alle Lebenslagen. Berlin 2016, ISBN 978-3-86408-196-5.